# زیبا (رمان)
زیبا عنوان رمانی است نوشتهٔ محمد حجازی، نویسندهٔ ایرانی. این رمان در سال ۱۳۱۲ خورشیدی منتشر شد. زیبا داستانی است در افشای فساد اداری.

## طرح داستان
داستان به طلبه‌ای جوان با نام «حسین» می‌پردازد که به شهر می‌آید و در مسیر زندگی خود با زنی فاحشه به نام «زیبا» آشنا می‌شود. حسین می‌کوشد به درجات عالیِ زهد و تقوا دست یابد، اما آشنایی با زیبا وی را به شخصیتی زمینی و عاشق اشرافیت تبدیل می‌کند. در پایان، این طلبهٔ جوان لباس روحانیت از تن بیرون می‌کند و با لباس غربی پشت میز اداره می‌نشیند.